# دادگاه استیناف حوزه ناحیه کلمبیای ایالات متحده آمریکا

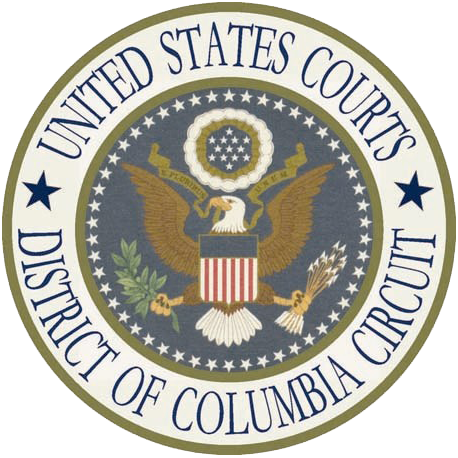
لوگو دادگاه استیناف حوزه ناحیه کلمبیای ایالات متحده آمریکا

دادگاه استیناف حوزه ناحیه کلمبیای ایالات متحده آمریکا (انگلیسی: United States Court of Appeals for the District of Columbia Circuit) که به‌طور غیررسمی به حوزه دی.سی. شناخته می‌شود، دادگاه استیناف فدرال ایالات متحده آمریکا برای دادگاه ناحیه‌ای ایالات متحده برای ناحیه کلمبیا است. اعتراض از ناحیه دی سی، و نیز همهٔ دادگاه‌های استیناف در ایالات متحده آمریکا، به‌طور بصیرتی از سوی دیوان عالی ایالات متحده آمریکا استماع می‌شوند.
با این که حوزه قضایی جغرافیایی حوزه دی سی از هر یک از دیگر دادگاه‌های استیناف ایالات متحده کوچکتر است، آن را با یازده قاضی فعال آن می‌توان مهم‌ترین دادگاه استیناف مادون دیوان عالی دانست.